# USS Duncan (DD-485)
USS Duncan (DD-485) là một tàu khu trục lớp Gleaves được Hải quân Hoa Kỳ chế tạo trong Chiến tranh Thế giới thứ hai. Nó chỉ có lịch sử hoạt động ngắn ngũi trong sáu tháng của Thế Chiến II, khi bị đánh chìm trong Trận chiến mũi Esperance vào tháng 10 năm 1942. Nó là chiếc tàu chiến thứ hai của Hải quân Hoa Kỳ được đặt theo tên Trung tá Hải quân Silas Duncan (1788-1834), người bị thương trong Trận chiến hồ Champlain trong cuộc Chiến tranh 1812.

## Thiết kế và chế tạo
Duncan được chế tạo tại xưởng tàu của hãng Federal Shipbuilding and Drydock Company ở Kearny, New Jersey. Nó được đặt lườn vào ngày 31 tháng 7 năm 1941; được hạ thủy vào ngày 20 tháng 2 năm 1942, và được đỡ đầu bởi bà D. C. Thayer. Con tàu được cho nhập biên chế cùng Hải quân Hoa Kỳ vào ngày 16 tháng 4 năm 1942 dưới quyền chỉ huy của Thiếu tá Hải quân E. B. Taylor.

## Lịch sử hoạt động
Duncan khởi hành từ New York vào ngày 20 tháng 6 năm 1942 để đi sang khu vực Nam Thái Bình Dương, đi đến Espiritu Santo vào ngày 14 tháng 9. Gia nhập Lực lượng Đặc nhiệm 17, nó lên đường ngay ngày hôm đó hộ tống các tàu vận chuyển đưa Trung đoàn 7 Thủy quân Lục chiến đến tăng cường cho Guadalcanal. Nó nằm trong thành phần hộ tống cho tàu sân bay Wasp vào ngày hôm sau, khi lực lượng đặc nhiệm bị hai tàu ngầm Nhật Bản tấn công. Wasp bị trúng ngư lôi và bị hư hại nặng đến mức nó phải bị các tàu chiến Mỹ đánh đắm. Duncan đã vớt những người sống sót từ chiếc tàu sân bay, chuyển 701 sĩ quan và thủy thủ sang các tàu khác, và đưa 18 người bị thương cùng hai thi thể đến bệnh viện căn cứ tại Espiritu Santo khi nó về đến nơi vào ngày 16 tháng 9.
Duncan tiếp tục hoạt động trong khu vực từ Espiritu Santo đến Solomon, bảo vệ các tàu vận chuyển và tàu chiến của lực lượng hỗ trợ. Vào ngày 11 tháng 10, nó nằm trong thành phần hộ tống của Lực lượng Đặc nhiệm 64, được giao nhiệm vụ bảo vệ một đoàn tàu tiếp liệu quan trọng đưa lực lượng tăng viện đến Guadalcanal. Lực lượng đụng độ với một lực lượng tàu nổi đối phương lớn ngay khi các tàu chiến Mỹ vừa đổi hướng theo đúng kế hoạch tác chiến. Duncan bắt được rõ tín hiệu đối phương trên màn hình radar và trông thấy soái hạm đội của nó di chuyển theo hướng thu ngắn khoảng cách với mục tiêu, tin rằng các tàu khu trục khác đang tiếp cận để tấn công, để rồi nhận ra nó đang đơn độc hướng về phía lực lượng đối phương.
Trong Trận chiến mũi Esperance diễn ra sau đó, Duncan bắn nhiều loạt đạn pháo vào một tàu tuần dương đối phương, rồi chuyển hỏa lực sang một tàu khu trục, đồng thời phải cơ động quyết liệt để né tránh hỏa lực của cả đối phương lẫn của lực lượng bạn, vốn giờ đây tham gia tấn công. Nó phóng hai quả ngư lôi vào mục tiêu thứ nhất, tàu tuần dương Furutaka, và tiếp tục nổ súng cho đến khi những phát đạn pháo bắn trúng loại nó ra khỏi vòng chiến.
Sĩ quan chỉ huy ra lệnh di tản khỏi cầu tàu, giờ đây đã bị cô lập bởi các đám cháy, và đưa những người bị thương xuống các bè cứu sinh. Những người trên tàu tìm cách để đưa nó mắc cạn tại đảo Savo, và tiếp tục nỗ lực để dập lửa cho đến khi bị mất điện và mọi nỗ lực nhằm cứu con tàu đều thất bại, khiến phải bỏ tàu. Tàu khu trục McCalla đã cứu vớt được 195 người sống sót tại vùng biển đầy cá mập, và tìm cách cứu hộ cho Duncan, nhưng nó đắm vào ngày 12 tháng 10 năm 1942, ở vị trí cách khoảng 6 nmi (11 km) về phía Bắc đảo Savo.

## Phần thưởng
Duncan được tặng thưởng một Ngôi sao Chiến trận do thành tích phục vụ trong Thế Chiến II.